# Hisato Ōzawa
Hisato Ōzawa (大澤壽人, Ōzawa Hisato), 1er août 1907 - 28 octobre 1953, est un compositeur japonais. Son relatif oubli aujourd'hui contraste avec le fait qu'il était l'un des plus éminents compositeurs japonais de son époque.

## Biographie
Il grandit dans sa ville natale de Kōbe où il étudie le piano, l'orgue et le chant choral. Il s'installe aux États-Unis en 1930 pour étudier la composition à l'université de Boston et au Conservatoire de musique de la Nouvelle-Angleterre, avec Frederick Converse. Il prend aussi des leçons auprès d'Arnold Schoenberg. 
C'est en Amérique que sont composées ses premières œuvres : La Petite symphonie, son premier concerto pour piano, sa première symphonie et un concerto pour contrebasse. En 1934, il s'installe à Paris, poursuit ses études et compose sa deuxième symphonie et son deuxième concerto pour piano. 
Il rentre au Japon en 1936, où ses œuvres sont reçues avec des réactions mitigées, étant techniquement trop difficile pour les orchestres japonais de l'époque et dans un style assez moderne. En raison de la tension internationale croissante de l'époque, il est de moins en moins en mesure de voyager et peine à gagner sa vie en tant que compositeur. La troisième symphonie (intitulée « Symphonie de la fondation du Japon » et dédiée à l'empereur Hirohito) est composée en 1936 et le troisième concerto pour piano en 1938 (intitulé Kamikaze, d'après un populaire aéronef civil). En 1940, il écrit deux cantates pour célébrer la 2600e année de la naissance du Japon. Il écrit également des comédie musicales et de la musique de film.
Après la Seconde Guerre mondiale, Ōzawa enseigne à la Kōbe Jagakuin, compose de la musique légère, des concertos jazzy pour saxophone et trompette, crée un orchestre et anime sa propre émission de radio avec l'orchestre où sont joués des classiques populaires ainsi que des œuvres plus modernes par des compositeurs tels qu'Igor Stravinsky, Arnold Schoenberg et Dmitri Chostakovitch. Il projette d'écrire une quatrième symphonie mais est arrêté par sa mort, ne laissant que la page de titre.

## Œuvres (liste partielle)
- 1932 : Sinfonietta
- Concerto pour piano no 1
- Symphonie no 1
- Concerto pour contrebasse - dédicacé à Serge Koussevitzky
- 1934 : Concerto pour piano no 2
- 1934 : Symphonie no 2
- 1937 : Symphonie no 3
- 1938 : Concerto pour piano no 3 Kamikaze
- 1947 : Concerto pour saxophone
- 1950 : Concerto pour trompette

## Enregistrements
La série Japanese Classics des éditions Naxos commercialise 2 CD de ses compositions : l'un contenant le spectaculaire concerto pour piano no 3 et la troisième symphonie, l'autre contenant le concerto pour piano no 2 et la deuxième symphonie.
En 2018  Denon (Japon) publie un double CD  comprenant, le Concerto pour contrebasse (soliste Nakako Sano), le concerto pour piano n°3 "Kamikaze" (soliste Kotaro Fukuma), et la Symphonie n°1, l'ensemble avec le Japan Philharmonic dirigé par Kazuki Yamada. (Concert public au Suntory Hall le 3 septembre 2017).